# Jamba Juice
Jamba Juice (Jugo Jamba) es una cadena de locales de batidos que cuenta con unos 700 locales (19 de ellos en Nueva York) repartidos a lo largo 30 estados de los Estados Unidos.

## Historia
Jamba Juice fue fundado por Kirk Perrón, en 1990 cómo Juice Club (Club de Jugo) en San Luis Obispo, California. En 1993 la compañía abrió dos otras tiendas, una en California Norteña y una en California Sureña. En 1995 Juice Club se cambió su nombre a Jamba Juice. Desde entonces se ha expandido hasta convertirse en una de las cadenas de batidos más conocidas del país, en parte gracias a su máxima prioridad comercial: destacar los beneficios de un estilo de vida saludable. Tienen un acuerdo de operaciones con los supermercados Whole Foods (Comidas Enteras) mediante el cual, en algunos locales solo ofrecen productos "Naturales" en los ingredientes de sus batidos.
El 13 de marzo de 2006, Services Acquisition Corp. International compró Jamba Juice por un valor de 265 millones de dólares. Tras la transacción, el nuevo conglomerado empresarial cambió su nombre, denominándose Jamba, Inc.
- Datos: Q3088784
- Multimedia: Jamba Juice / Q3088784